# Метрополитен Ханчжоу
Ханчжоуский метрополитен — система метро в Ханчжоу, столице провинции Чжэцзян в Китае.

## История
Строительство ведется с 28 марта 2007 года, после того как 11 января того же года был утвержден пусковой участок строительства. Стоимость сооружения первого участка составила 22,1 млрд юаней.

## Пуск
Первый участок (первая линия с ответвлением) метрополитена начал работу в режиме тестовой эксплуатации 18 ноября 2012 года, а официально был открыт 24 ноября.

## Линии
- Первая линия (красная) — 34 станций, 54 км, в том числе 41,6 км основная часть и 12,4 км ответвление, в основном под землей, но также есть надземные (на эстакадах) и наземные участки.
- Вторая линия (желтая) — 32 станций 42,9 км.
- Четвёртая линия (зеленая) — 17 станций 20,8 км.
- Пятая линия (голубая) — 12 станций 17,8 км. По конечной стыковка с Шаосинский метрополитен.

Максимальный суточный пассажиропоток в 2015 — 1,13 млн человек.

## Эксплуатация
В 2010 году достигнуто соглашение об управлении первой линией с вложением инвестиций оператором MTR из Гонконга.
На всех станциях установлены либо автоматические платформенные ворота, либо платформенные раздвижные двери. На платформы ведут эскалаторы и лифты.

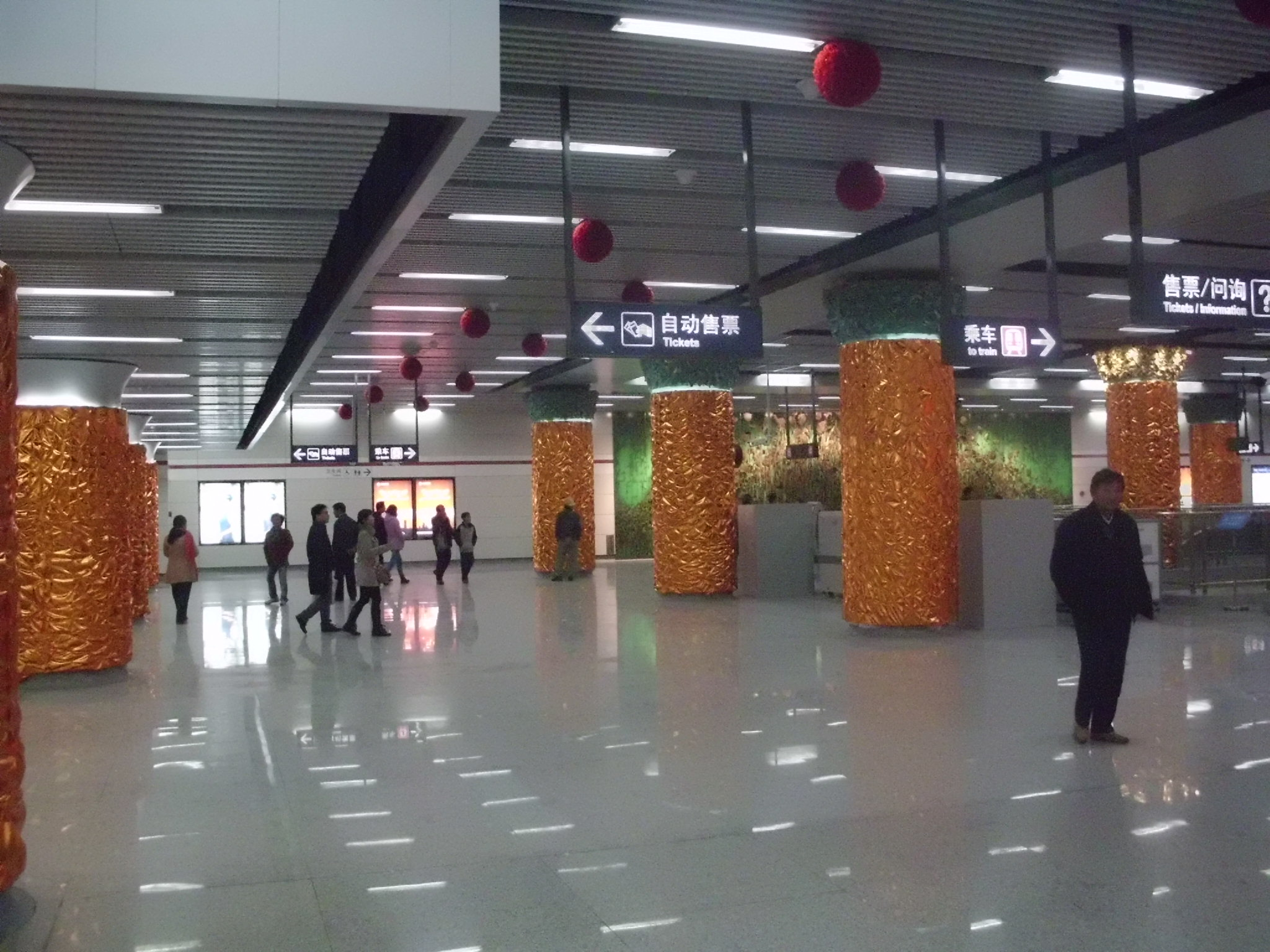
вестибюль на станции (Wulin square)
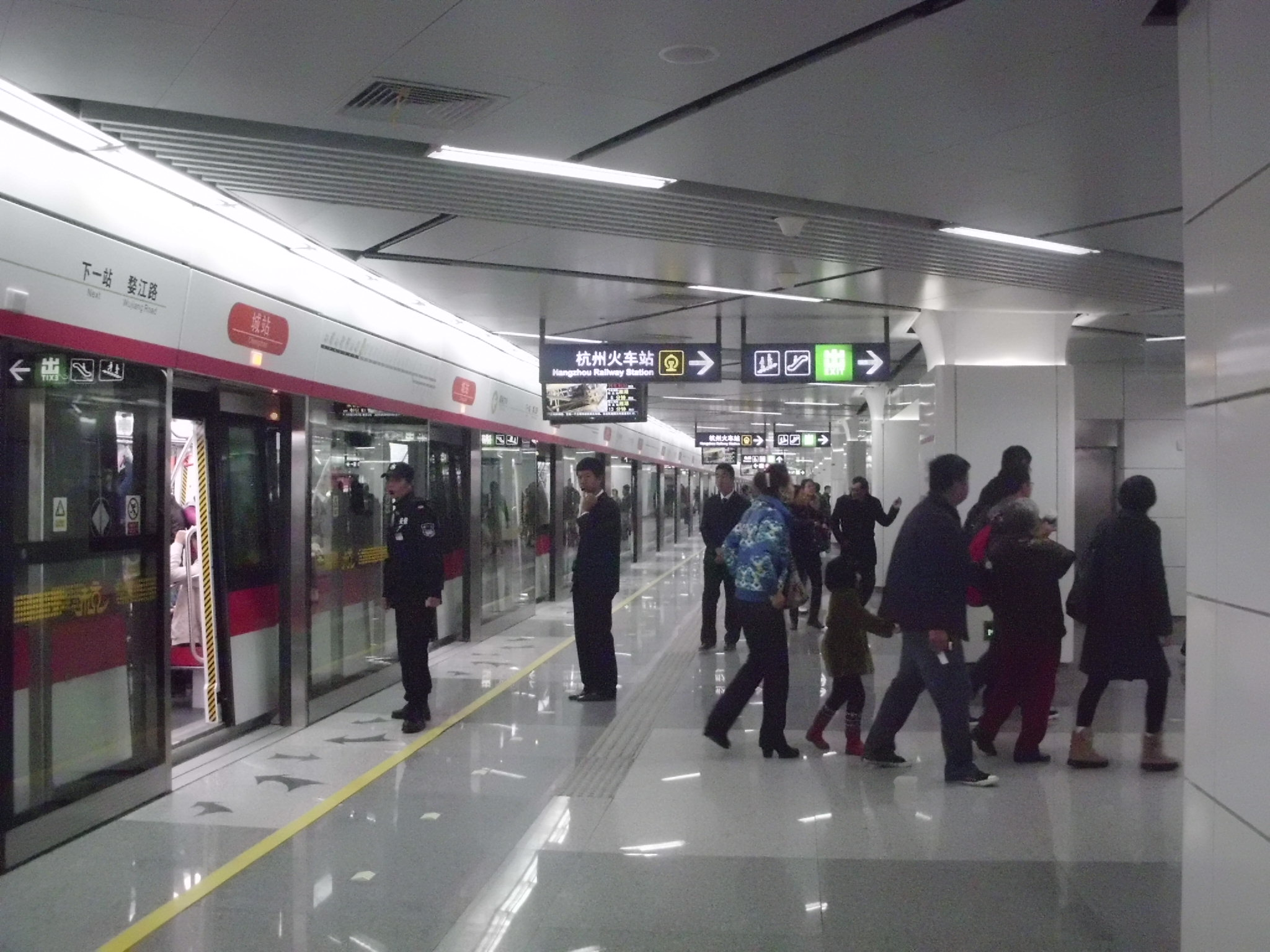
платформа на станции (Wulin square)
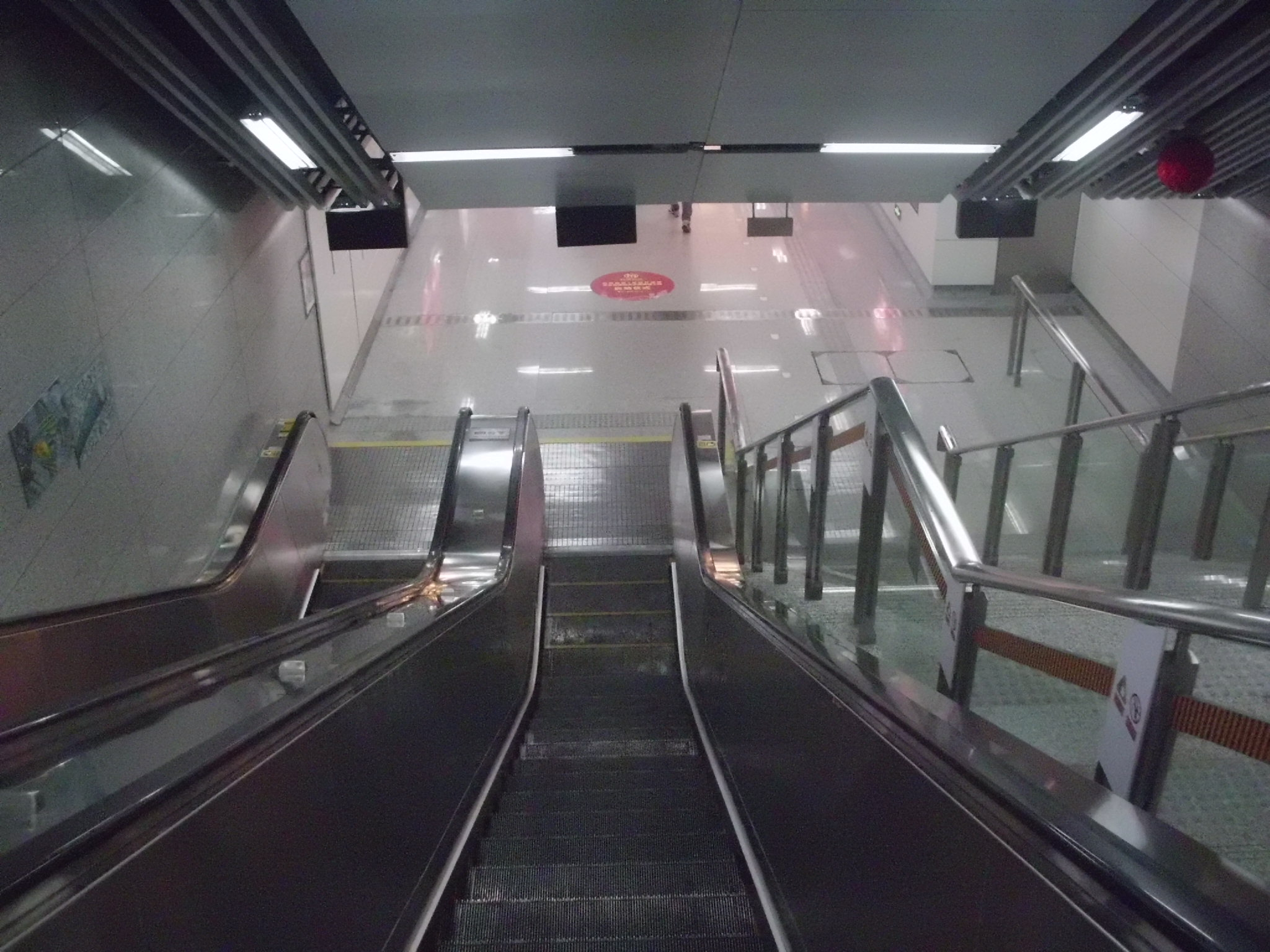
эскалаторы
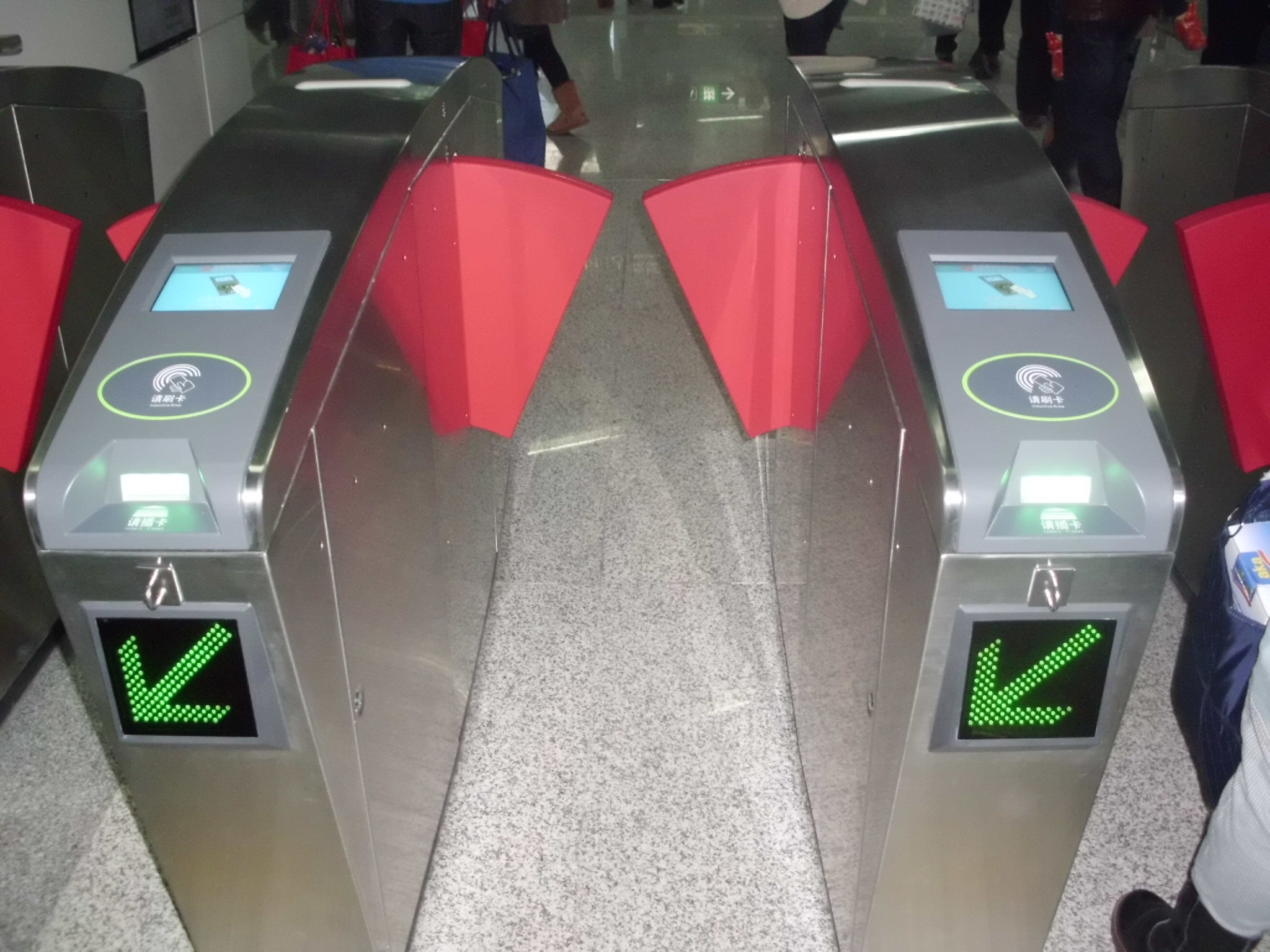
турникеты

## Перспективы
Планируется что сеть метрополитена будет состоять из восьми линий, общая длина которых составит 278 км, а капитальные вложения будут равны 100 миллиардам юаней.

## Происшествия
15 ноября 2008 года произошёл обвал тоннеля метро длиной 75 метров, были погибшие (17) и пострадавшие.

## Перспективы развития
Метрополитен Ханчжоу резко расширяется с 3 линий до 15 линий к 2023 году, когда город станет городом-организатором Азиатских игр.

План развития метрополитена до 2022 года